# STAR BOX EXTRA
『STAR BOX EXTRA』（スター・ボックス・エクストラ）は、2001年12月5日にソニー・ミュージックハウスが数量限定で発売した邦楽コンピレーション・アルバムのシリーズ名。当初予定されていた東京スカパラダイスオーケストラは発売中止となった。

## 解説
1999年1月に発売された「STAR BOX」シリーズの第2弾であるが、「STAR BOX」では三方背BOX仕様で豪華ブックレットが封入されたが、今回は三方背BOXのみで豪華ブックレットが封入されていないのが、前回との大きな違いとなっている。
そして「STAR BOX」と「STAR BOX EXTRA」の両シリーズにラインナップされたアーティストもあれば、どちらか一方でしか発売されなかったアーティストもいる。
「STAR BOX EXTRA」では、「STAR BOX」よりもラインナップが極端に少なく、取扱も邦楽だけの僅か9作品となっており、洋楽は一切発売されていない。

## シリーズ一覧
- 『STAR BOX EXTRA 米米CLUB』 / 米米CLUB (MHCL-48)
- 『STAR BOX EXTRA 爆風スランプ』 / 爆風スランプ (MHCL-49)
- 『STAR BOX EXTRA PRINCESS PRINCESS』 / プリンセス・プリンセス (MHCL-50)
- 『STAR BOX EXTRA UNICORN』 / UNICORN (MHCL-51)
- 『STAR BOX EXTRA THE BOOM』 / THE BOOM (MHCL-52)
- 『STAR BOX EXTRA SCANCH』 / すかんち (MHCL-53)
- 『STAR BOX EXTRA BARBEE BOYS』 / BARBEE BOYS (MHCL-54)
- 『STAR BOX EXTRA バブルガム・ブラザーズ』 / バブルガム・ブラザーズ (MHCL-55)
- 『STAR BOX EXTRA 小比類巻かほる』  / 小比類巻かほる (MHCL-57)